# 윌마 고이크

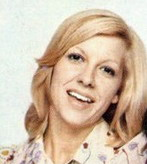

윌마 고이크(Wilma Goich, 1945년 10월 16일 ~ )는 이탈리아의 팝 가수이자 텔레비전 인사이다.
1963년이 신인 콘테스트에 입상하여 리코르디 레코드사에 입사하였다. 1964년에 지중해 페스티벌에서 <사랑에 눈떠>가 우승하여 관심을 모았으며, 다음 해인 1965년에는 산 레모에서 <꽃피는 언덕에 눈물 흘려>를 불러 입상하였다. 자연스럽고 신선한 목소리와 친근감을 주는 창법으로 인기를 얻었으며, 테크닉도 우수하였다.